# Nanularia monoensis
Nanularia monoensis – gatunek chrząszcza z rodziny bogatkowatych i podrodziny Chrysochroinae.
Gatunek ten został opisany w 1987 roku przez Charlesa L. Bellamy.
Ciało ma długości od 8 do 12,5 mm, prawie cylindryczne, pokryte białym, wzniesionym owłosieniem. Jego larwy żerują na roślinach z rodzaju Erigonum.
Chrząszcz endemiczny dla Kalifornii w Stanach Zjednoczonych. Występuje tam tylko na pustyni Great Basin Desert w pobliżu jeziora Mono Lake.